# Премия «Золотой глобус» за лучшую мужскую роль второго плана — кинофильм
Премия «Золотой глобус» за лучшую мужскую роль второго плана в кинофильме вручается Голливудской ассоциацией иностранной прессы с 1944 года за роли в фильмах, вышедших на экран в год, предшествующий премии.
Название категории менялось с момента основания несколько раз, по состоянию на 2005 год оно звучит как «Лучшая игра актёра в роли второго плана в кинофильме». Ниже приведён полный список победителей и номинантов.  Имена победителей выделены отдельным цветом. 

## 1944—1950
| Год  | Церемония | Фотографии лауреатов                                                | Лауреаты и номинанты                                             |
| ---- | --------- | ------------------------------------------------------------------- | ---------------------------------------------------------------- |
| 1944 | 1-я       |                                                                     | • Аким Тамиров — «По ком звонит колокол» за роль Пабло           |
| 1945 | 2-я       |                                                                     | • Барри Фицджеральд — «Идти своим путём» за роль отца Фицгиббона |
| 1946 | 3-я       |                                                                     | • Дж. Кэролл Нэш — «Орден для Бенни» за роль Чарли Мартина       |
| 1947 | 4-я       |                                                                     | • Клифтон Уэбб — «На краю лезвия» за роль Эллиотта Темплтона     |
| 1948 | 5-я       |                                                                     | • Эдмунд Гвенн — «Чудо на 34-й улице» за роль Криса Крингла      |
| 1949 | 6-я       |                                                                     | • Уолтер Хьюстон — «Сокровища Сьерра-Мадре» за роль Говарда      |
| 1950 | 7-я       |                                                                     | • Джеймс Уитмор — «Поле битвы» за роль Кинни                     |
| 1950 | 7-я       | • Дэвид Брайан — «Осквернитель праха» за роль Джона Гэвина Стивенса |                                                                  |

## 1951—1960
| Год  | Церемония | Фотографии лауреатов                                                   | Лауреаты и номинанты                                              |
| ---- | --------- | ---------------------------------------------------------------------- | ----------------------------------------------------------------- |
| 1951 | 8-я       |                                                                        | • Эдмунд Гвенн — «Мистер 880» за роль Скиппера Миллера            |
| 1951 | 8-я       | • Джордж Сандерс — «Всё о Еве» за роль Эддисона Девитта                |                                                                   |
| 1951 | 8-я       | • Эрих фон Штрогейм — «Бульвар Сансет» за роль Макса фон Майерлинга    |                                                                   |
| 1952 | 9-я       |                                                                        | • Питер Устинов — «Камо грядеши» за роль Нерона                   |
| 1953 | 10-я      |                                                                        | • Миллард Митчелл — «Шесть моих убеждений» за роль Джеймса Конни  |
| 1953 | 10-я      | • Гилберт Роланд — «Злые и красивые» за роль Виктора Риберы            |                                                                   |
| 1953 | 10-я      | • Курт Казнар — «Счастливое время» за роль Луи Боннара                 |                                                                   |
| 1954 | 11-я      |                                                                        | • Фрэнк Синатра — «Отныне и во веки веков» за роль Энджело Маджио |
| 1955 | 12-я      |                                                                        | • Эдмонд О’Брайен — «Босоногая графиня» за роль Оскара Малдуна    |
| 1956 | 13-я      |                                                                        | • Артур Кеннеди — «Суд» за роль Бернарда Касла                    |
| 1957 | 14-я      |                                                                        | • Эрл Холлиман — «Продавец дождя» за роль Джима Карри             |
| 1957 | 14-я      | • Оскар Хомолка — «Война и мир» за роль генерала Кутузова              |                                                                   |
| 1957 | 14-я      | • Эдди Альберт — «Чайная церемония» за роль капитана Маклеана          |                                                                   |
| 1957 | 14-я      | • Энтони Куинн — «Жажда жизни» за роль Поля Гогена                     |                                                                   |
| 1957 | 14-я      | • Илай Уоллак — «Куколка» за роль Сильвы Ваккаро                       |                                                                   |
| 1958 | 15-я      |                                                                        | • Ред Баттонс — «Сайонара» за роль Джо Келли                      |
| 1958 | 15-я      | • Сэссю Хаякава — «Мост через реку Квай» за роль полковника Сайто      |                                                                   |
| 1958 | 15-я      | • Найджел Патрик — «Округ Рэйнтри» за роль профессора Уэбстера Стайлза |                                                                   |
| 1958 | 15-я      | • Эд Винн — «Великий человек» за роль Пола Бизли                       |                                                                   |
| 1958 | 15-я      | • Ли Джей Кобб — «12 разгневанных мужчин» за роль бизнесмена           |                                                                   |
| 1959 | 16-я      |                                                                        | • Бёрл Айвз — «Большая страна» за роль Руфуса Хеннесси            |
| 1959 | 16-я      | • Гарри Гуардино — «Плавучий дом» за роль Анджело Донателло            |                                                                   |
| 1959 | 16-я      | • Дэвид Лэдд — «Гордый бунтарь» за роль Дэвида Чендлера                |                                                                   |
| 1959 | 16-я      | • Гиг Янг — «Любимец учителя» за роль доктора Хьюго Пайна              |                                                                   |
| 1959 | 16-я      | • Ефрем Цимбалист-младший — «Домой засветло» за роль Джейка Даймонда   |                                                                   |
| 1960 | 17-я      |                                                                        | • Стивен Бойд — «Бен-Гур» за роль Мессалы                         |
| 1960 | 17-я      | • Роберт Вон — «Молодые филадельфийцы» за роль Честера Гвинна          |                                                                   |
| 1960 | 17-я      | • Тони Рэндалл — «Интимный разговор» за роль Джонатана Форбса          |                                                                   |
| 1960 | 17-я      | • Фред Астер — «На берегу» за роль Джулиана Осборна                    |                                                                   |
| 1960 | 17-я      | • Джозеф Н. Уэлш — «Анатомия убийства» за роль судьи Уивера            |                                                                   |

## 1961—1970
| Год  | Церемония | Фотографии лауреатов                                                                  | Лауреаты и номинанты                                                       |
| ---- | --------- | ------------------------------------------------------------------------------------- | -------------------------------------------------------------------------- |
| 1961 | 18-я      |                                                                                       | • Сэл Минео — «Исход» за роль Дова Ландау                                  |
| 1961 | 18-я      | • Питер Устинов — «Спартак» за роль Лентула Батиата                                   |                                                                            |
| 1961 | 18-я      | • Вуди Строуд — «Спартак» за роль Драбы                                               |                                                                            |
| 1961 | 18-я      | • Рэй Стриклин — «Грабители» за роль Джеба Лукаса Тайлера                             |                                                                            |
| 1961 | 18-я      | • Ли Кинсолвинг — «Тьма наверху лестницы» за роль Сэмми Голдена                       |                                                                            |
| 1962 | 19-я      |                                                                                       | • Джордж Чакирис — «Вестсайдская история» за роль Бернардо                 |
| 1962 | 19-я      | • Джордж К. Скотт — «Мошенник» за роль Берта Гордона                                  |                                                                            |
| 1962 | 19-я      | • Джекки Глисон — «Мошенник» за роль Миннесоты                                        |                                                                            |
| 1962 | 19-я      | • Монтгомери Клифт — «Нюрнбергский процесс» за роль Рудольфа Петерсена                |                                                                            |
| 1962 | 19-я      | • Тони Рэндалл — «Вернись, моя любовь» за роль Пита Рэмси                             |                                                                            |
| 1963 | 20-я      |                                                                                       | • Омар Шариф — «Лоуренс Аравийский» за роль Шерифа Али                     |
| 1963 | 20-я      | • Телли Савалас — «Любитель птиц из Алькатраса» за роль Фето Гомеса                   |                                                                            |
| 1963 | 20-я      | • Виктор Буоно — «Что случилось с Бэби Джейн?» за роль Эдвина Флэгга                  |                                                                            |
| 1963 | 20-я      | • Эд Бегли — «Сладкоголосая птица юности» за роль Тома Финли                          |                                                                            |
| 1963 | 20-я      | • Росс Мартин — «Эксперимент с ужасом» за роль Гарланда Хамфри Линча                  |                                                                            |
| 1963 | 20-я      | • Пол Ньюман — «Приключения молодого человека» за роль боксёра                        |                                                                            |
| 1963 | 20-я      | • Сизар Ромеро — «Если мужчина отвечает» за роль Роберта Суона/Адама Райта            |                                                                            |
| 1963 | 20-я      | • Питер Селлерс — «Лолита» за роль Клэра Куилти                                       |                                                                            |
| 1963 | 20-я      | • Гарольд Дж. Стоун — «Доклад Чэпмена» за роль Фрэнка Гарнелла                        |                                                                            |
| 1963 | 20-я      | • Гарри Гуардино — «Голубь, который захватил Рим» за роль сержанта Джозефа Контини    |                                                                            |
| 1964 | 21-я      |                                                                                       | • Джон Хьюстон — «Кардинал» за роль кардинала Гленнона                     |
| 1964 | 21-я      | • Ли Джей Кобб — «Приди и протруби в свой рог» за роль Гарри Бейкера                  |                                                                            |
| 1964 | 21-я      | • Грегори Розакис — «Америка, Америка» за роль Хоханнеса                              |                                                                            |
| 1964 | 21-я      | • Мелвин Дуглас — «Хад» за роль Гомера Бэннона                                        |                                                                            |
| 1964 | 21-я      | • Родди Макдауэлл — «Клеопатра» за роль Октавиана Августа                             |                                                                            |
| 1964 | 21-я      | • Хью Гриффит — «Том Джонс» за роль сквайра Вестерна                                  |                                                                            |
| 1964 | 21-я      | • Пол Манн — «Америка, Америка» за роль Алеко Синикоглу                               |                                                                            |
| 1964 | 21-я      | • Бобби Дарин — «Капитан Ньюмэн, доктор медицины» за роль капитана Джима Томпкинса    |                                                                            |
| 1965 | 22-я      |                                                                                       | • Эдмонд О’Брайен — «Семь дней в мае» за роль сенатора Рэймонда Кларка     |
| 1965 | 22-я      | • Сирил Делеванти — «Ночь игуаны» за роль Нонно                                       |                                                                            |
| 1965 | 22-я      | • Стэнли Холлоуэй — «Моя прекрасная леди» за роль Альфреда Дулиттла                   |                                                                            |
| 1965 | 22-я      | • Гилберт Роланд — «Осень шайеннов» за роль Затупленного Ножа                         |                                                                            |
| 1965 | 22-я      | • Ли Трейси — «Самый достойный» за роль президента Арта Хокстадера                    |                                                                            |
| 1966 | 23-я      |                                                                                       | • Оскар Вернер — «Шпион, пришедший с холода» за роль Фидлера               |
| 1966 | 23-я      | • Ред Баттонс — «Харлоу» за роль Артура Ландау                                        |                                                                            |
| 1966 | 23-я      | • Фрэнк Финлей — «Отелло» за роль Яго                                                 |                                                                            |
| 1966 | 23-я      | • Телли Савалас — «Битва в Арденнах» за роль сержанта Гаффи                           |                                                                            |
| 1966 | 23-я      | • Харди Крюгер — «Полёт Феникса» за роль Генриха Дорфманна                            |                                                                            |
| 1967 | 24-я      |                                                                                       | • Ричард Аттенборо — «Канонерка» за роль Френчи Бергойна                   |
| 1967 | 24-я      | • Джон Сэксон — «Аппалуза» за роль Чая Медины                                         |                                                                            |
| 1967 | 24-я      | • Джордж Сигал — «Кто боится Вирджинии Вулф?» за роль Ника                            |                                                                            |
| 1967 | 24-я      | • Роберт Шоу — «Человек на все времена» за роль короля Генриха VIII Английского       |                                                                            |
| 1967 | 24-я      | • Мако — «Канонерка» за роль По-Ан                                                    |                                                                            |
| 1968 | 25-я      | • Ричард Аттенборо — «Доктор Дулиттл» за роль Альберта Блоссома                       |                                                                            |
| 1968 | 25-я      | • Джордж Кеннеди — «Хладнокровный Люк» за роль Драглайна                              |                                                                            |
| 1968 | 25-я      | • Ефрем Цимбалист-младший — «Дождись темноты» за роль Сэма Хендрикса                  |                                                                            |
| 1968 | 25-я      | • Майкл Дж. Поллард — «Бонни и Клайд» за роль С. В. Мосса                             |                                                                            |
| 1968 | 25-я      | • Джон Кассаветис — «Грязная дюжина» за роль Виктора Франко                           |                                                                            |
| 1969 | 26-я      |                                                                                       | • Дэниел Мэсси — «Звезда!» за роль Ноэла Кауарда                           |
| 1969 | 26-я      | • Бо Бриджес — «Ради любви к Айви» за роль Тима Остина                                |                                                                            |
| 1969 | 26-я      | • Осси Дэвис — «Охотники за скальпами» за роль Джозефа Ли                             |                                                                            |
| 1969 | 26-я      | • Хью Гриффит — «Посредник» за роль Лебедева                                          |                                                                            |
| 1969 | 26-я      | • Мартин Шин — «Если бы не розы» за роль Тимми Клири                                  |                                                                            |
| 1970 | 27-я      |                                                                                       | • Гиг Янг — «Загнанных лошадей пристреливают, не правда ли?» за роль Рокки |
| 1970 | 27-я      | • Энтони Куэйл — «Тысяча дней Анны» за роль кардинала Томаса Уолси                    |                                                                            |
| 1970 | 27-я      | • Джек Николсон — «Беспечный ездок» за роль Джорджа Хэнсона                           |                                                                            |
| 1970 | 27-я      | • Митч Фогель — «Воры» за роль Люциуса                                                |                                                                            |
| 1970 | 27-я      | • Ред Баттонс — «Загнанных лошадей пристреливают, не правда ли?» за роль Гарри Клайна |                                                                            |

## 1971—1980
| Год  | Церемония | Фотографии лауреатов                                                         | Лауреаты и номинанты                                             | Лауреаты и номинанты                                             |
| ---- | --------- | ---------------------------------------------------------------------------- | ---------------------------------------------------------------- | ---------------------------------------------------------------- |
| 1971 | 28-я      |                                                                              | • Джон Миллс — «Дочь Райана» за роль Майкла                      | • Джон Миллс — «Дочь Райана» за роль Майкла                      |
| 1971 | 28-я      | • Тревор Ховард — «Дочь Райана» за роль отца Хью Коллинза                    |                                                                  |                                                                  |
| 1971 | 28-я      | • Дэн Джордж — «Маленький большой человек» за роль вождя Старая Кожа Вигвама |                                                                  |                                                                  |
| 1971 | 28-я      | • Джордж Кеннеди — «Аэропорт» за роль Джо Патрони                            |                                                                  |                                                                  |
| 1971 | 28-я      | • Джон Марли — «История любви» за роль Фила Кавалерри                        |                                                                  |                                                                  |
| 1972 | 29-я      |                                                                              | • Бен Джонсон — «Последний киносеанс» за роль Сэма               | • Бен Джонсон — «Последний киносеанс» за роль Сэма               |
| 1972 | 29-я      | • Том Бейкер — «Николай и Александра» за роль Григория Распутина             |                                                                  |                                                                  |
| 1972 | 29-я      | • Пол Манн — «Скрипач на крыше» за роль Лазара Волфа                         |                                                                  |                                                                  |
| 1972 | 29-я      | • Арт Гарфанкел — «Познание плоти» за роль Сэнди                             |                                                                  |                                                                  |
| 1972 | 29-я      | • Ян-Майкл Винсент — «Домой» за роль Джимми Грэма                            |                                                                  |                                                                  |
| 1973 | 30-я      |                                                                              | • Джоэл Грей — «Кабаре» за роль конферансье                      | • Джоэл Грей — «Кабаре» за роль конферансье                      |
| 1973 | 30-я      | • Джеймс Коко — «Человек из Ла Манчи» за роль Санчо Пансы                    |                                                                  |                                                                  |
| 1973 | 30-я      | • Алек Маккоуэн — «Путешествия с моей тётей» за роль Генри Пуллинга          |                                                                  |                                                                  |
| 1973 | 30-я      | • Клайв Ревилл — «Аванти!» за роль Карло Карлуччи                            |                                                                  |                                                                  |
| 1973 | 30-я      | • Джеймс Каан — «Крёстный отец» за роль Сонни Корлеоне                       |                                                                  |                                                                  |
| 1974 | 31-я      |                                                                              | • Джон Хаусман — «Бумажная погоня» за роль профессора Кингсфилда | • Джон Хаусман — «Бумажная погоня» за роль профессора Кингсфилда |
| 1974 | 31-я      | • Мартин Болсам — «Летние желания, зимние мечты» за роль Гарри Уолдена       |                                                                  |                                                                  |
| 1974 | 31-я      | • Джек Гилфорд — «Спасите тигра» за роль Фила Грина                          |                                                                  |                                                                  |
| 1974 | 31-я      | • Макс фон Сюдов — «Изгоняющий дьявола» за роль отца Мэррина                 |                                                                  |                                                                  |
| 1974 | 31-я      | • Рэнди Куэйд — «Последний наряд» за роль Ларри Мэдоуса                      |                                                                  |                                                                  |
| 1975 | 32-я      |                                                                              | • Фред Астер — «Ад в поднебесье» за роль Харли Клэйборна         | • Фред Астер — «Ад в поднебесье» за роль Харли Клэйборна         |
| 1975 | 32-я      | • Эдди Альберт — «Самый длинный ярд» за роль Уордена Хэйзена                 |                                                                  |                                                                  |
| 1975 | 32-я      | • Сэм Уотерстон — «Великий Гэтсби» за роль Ника Кэррэуэя                     |                                                                  |                                                                  |
| 1975 | 32-я      | • Брюс Дерн — «Великий Гэтсби» за роль Тома Бьюкенена                        |                                                                  |                                                                  |
| 1975 | 32-я      | • Джон Хьюстон — «Китайский квартал» за роль Ноа Кросса                      |                                                                  |                                                                  |
| 1976 | 33-я      |                                                                              | • Ричард Бенджамин — «Солнечные мальчики» за роль Бена Кларка    | • Ричард Бенджамин — «Солнечные мальчики» за роль Бена Кларка    |
| 1976 | 33-я      | • Генри Гибсон — «Нэшвилл» за роль Хэйвена Гамильтона                        |                                                                  |                                                                  |
| 1976 | 33-я      | • Джон Казале — «Собачий полдень» за роль Сэла                               |                                                                  |                                                                  |
| 1976 | 33-я      | • Чарльз Дёрнинг — «Собачий полдень» за роль Юджина Моретти                  |                                                                  |                                                                  |
| 1976 | 33-я      | • Бёрджесс Мередит — «День Саранчи» за роль Гарри Гринера                    |                                                                  |                                                                  |
| 1977 | 34-я      |                                                                              | • Лоренс Оливье — «Марафонец» за роль доктора Кристиана Шелла    | • Лоренс Оливье — «Марафонец» за роль доктора Кристиана Шелла    |
| 1977 | 34-я      | • Марти Фельдман — «Немое кино» за роль Марти Эггса                          |                                                                  |                                                                  |
| 1977 | 34-я      | • Рон Ховард — «Самый меткий» за роль Гиллома Роджерса                       |                                                                  |                                                                  |
| 1977 | 34-я      | • Джейсон Робардс — «Вся президентская рать» за роль Бена Брэдли             |                                                                  |                                                                  |
| 1977 | 34-я      | • Оскар Вернер — «Путешествие проклятых» за роль доктора Игона Крайслера     |                                                                  |                                                                  |
| 1978 | 35-я      |                                                                              | • Питер Ферт — «Эквус» за роль Алана Стрэнга                     | • Питер Ферт — «Эквус» за роль Алана Стрэнга                     |
| 1978 | 35-я      | • Алек Гиннесс — «Звёздные войны» за роль Оби-Вана Кеноби                    |                                                                  |                                                                  |
| 1978 | 35-я      | • Джейсон Робардс — «Джулия» за роль Дэшила Хэммета                          |                                                                  |                                                                  |
| 1978 | 35-я      | • Максимилиан Шелл — «Джулия» за роль Йохана                                 |                                                                  |                                                                  |
| 1978 | 35-я      | • Михаил Барышников — «Поворотный пункт» за роль Юрия Копейкина              |                                                                  |                                                                  |
| 1979 | 36-я      |                                                                              | • Джон Хёрт — «Полуночный экспресс» за роль Макса                | • Джон Хёрт — «Полуночный экспресс» за роль Макса                |
| 1979 | 36-я      | • Дадли Мур — «Грязная игра» за роль Стэнли Тиббетса                         |                                                                  |                                                                  |
| 1979 | 36-я      | • Кристофер Уокен — «Охотник на оленей» за роль Никанора «Ника» Чеботаревича |                                                                  |                                                                  |
| 1979 | 36-я      | • Роберт Морли — «Кто убивает великих европейских поваров?» за роль Макса    |                                                                  |                                                                  |
| 1979 | 36-я      | • Брюс Дерн — «Возвращение домой» за роль Боба Хайда                         |                                                                  |                                                                  |
| 1980 | 37-я      |                                                                              | • Мелвин Дуглас — «Будучи там» за роль Бенджамина Рэнда          |                                                                  |
| 1980 | 37-я      | • Роберт Дюваль — «Апокалипсис сегодня» за роль Билла Килгора                |                                                                  |                                                                  |
| 1980 | 37-я      | • Фредерик Форрест — «Роза» за роль Хьюстона Дайера                          |                                                                  |                                                                  |
| 1980 | 37-я      | • Джастин Генри — «Крамер против Крамера» за роль Билли Крамера              |                                                                  |                                                                  |
| 1980 | 37-я      | • Лоренс Оливье — «Маленький роман» за роль Джулиуса                         |                                                                  |                                                                  |

## 1981—1990
| Год  | Церемония | Фотографии лауреатов                                                                                 | Лауреаты и номинанты                                                       |
| ---- | --------- | --- | -------------------------------------------------------------------------- |
| 1981 | 38-я      | | • Тимоти Хаттон — «Обыкновенные люди» за роль Конрада Джерретта            |
| 1981 | 38-я      | • Джейсон Робардс — «Мелвин и Говард» за роль Говарда Хьюза                                          |                                                                            |
| 1981 | 38-я      | • Джо Пеши — «Бешеный бык» за роль Джоуи Ла Мотты                                                    |                                                                            |
| 1981 | 38-я      | • Скотт Уилсон — «Девятая конфигурация» за роль Билли Катшоу                                         |                                                                            |
| 1981 | 38-я      | • Джадд Хирш — «Обыкновенные люди» за роль Тайрона Бергера                                           |                                                                            |
| 1982 | 39-я      | | • Джон Гилгуд — «Артур» за роль Хобсона                                    |
| 1982 | 39-я      | • Джек Николсон — «Красные» за роль Юджина О’Нила                                                    |                                                                            |
| 1982 | 39-я      | • Джеймс Коко — «Только когда я смеюсь» за роль Джимми Перрино                                       |                                                                            |
| 1982 | 39-я      | • Говард Роллинз — «Рэгтайм» за роль Джона Колхауза Уокера                                           |                                                                            |
| 1982 | 39-я      | • Орсон Уэллс — «Бабочка» за роль судьи Ранча                                                        |                                                                            |
| 1983 | 40-я      | | • Луис Госсетт-младший — «Офицер и джентльмен» за роль сержанта Эмиля Фоли |
| 1983 | 40-я      | • Джеймс Мэйсон — «Вердикт» за роль Эда Конкэннона                                                   |                                                                            |
| 1983 | 40-я      | • Рауль Хулия — «Буря» за роль Калибана                                                              |                                                                            |
| 1983 | 40-я      | • Дэвид Кит — «Офицер и джентльмен» за роль Сида Уорли                                               |                                                                            |
| 1983 | 40-я      | • Джим Метцлер — «Текс» за роль Мэйсона Маккормика                                                   |                                                                            |
| 1984 | 41-я      | | • Джек Николсон — «Язык нежности» за роль Гарретта Бридлава                |
| 1984 | 41-я      | • Стивен Бауэр — «Лицо со шрамом» за роль Маноло Риберы                                              |                                                                            |
| 1984 | 41-я      | • Джин Хэкмен — «Под огнём» за роль Алекса Грэзера                                                   |                                                                            |
| 1984 | 41-я      | • Чарльз Дёрнинг — «Быть или не быть» за роль полковника Эрхарта                                     |                                                                            |
| 1984 | 41-я      | • Курт Рассел — «Силквуд» за роль Дрю Стивенса                                                       |                                                                            |
| 1985 | 42-я      | | • Хенг С. Нгор — «Поля смерти» за роль Дита Прена                          |
| 1985 | 42-я      | • Адольф Цезар — «История солдата» за роль сержанта Уотерса                                          |                                                                            |
| 1985 | 42-я      | • Джеффри Джонс — «Амадей» за роль императора Иосифа II                                              |                                                                            |
| 1985 | 42-я      | • Ричард Кренна — «Парнишка из Фламинго» за роль Фила Броуди                                         |                                                                            |
| 1985 | 42-я      | • Пэт Морита — «Малыш-каратист» за роль Мияги                                                        |                                                                            |
| 1986 | 43-я      | | • Клаус Мария Брандауэр — «Из Африки» за роль Брора Бликсена               |
| 1986 | 43-я      | • Джоэл Грей — «Римо Уильямс: Невооружён и опасен» за роль Чиуна                                     |                                                                            |
| 1986 | 43-я      | • Эрик Штольц — «Маска» за роль Рокки Денниса                                                        |                                                                            |
| 1986 | 43-я      | • Джон Лоун — «Год дракона» за роль Джоуи Тая                                                        |                                                                            |
| 1986 | 43-я      | • Эрик Робертс — «Поезд-беглец» за роль Бака                                                         |                                                                            |
| 1987 | 44-я      | | • Том Беренджер — «Взвод» за роль Боба Барнса                              |
| 1987 | 44-я      | • Майкл Кейн — «Ханна и её сёстры» за роль Эллиота                                                   |                                                                            |
| 1987 | 44-я      | • Деннис Хоппер — «Синий бархат» за роль Фрэнка Бута                                                 |                                                                            |
| 1987 | 44-я      | • Деннис Хоппер — «Ребята из Индианы» за роль Стрелка                                                |                                                                            |
| 1987 | 44-я      | • Рэй Лиотта — «Дикая штучка» за роль Рэя Синклера                                                   |                                                                            |
| 1988 | 45-я      | | • Шон Коннери — «Неприкасаемые» за роль Джимми Мэлоуна                     |
| 1988 | 45-я      | • Ричард Дрейфус — «Чокнутые» за роль Аарона Левински                                                |                                                                            |
| 1988 | 45-я      | • Морган Фримен — «Уличный парень» за роль Быстрого                                                  |                                                                            |
| 1988 | 45-я      | • Р. Ли Эрми — «Цельнометаллическая оболочка» за роль сержанта Хартмана                              |                                                                            |
| 1988 | 45-я      | • Роб Лоу — «Кадриль» за роль Рори Торренса                                                          |                                                                            |
| 1989 | 46-я      | | • Мартин Ландау — «Такер: Человек и его мечта» за роль Эйба Каратца        |
| 1989 | 46-я      | • Алек Гиннесс — «Крошка Доррит» за роль Уильяма Доррита                                             |                                                                            |
| 1989 | 46-я      | • Нил Патрик Харрис — «Сердце Клары» за роль Дэвида Харта                                            |                                                                            |
| 1989 | 46-я      | • Лу Даймонд Филлипс — «Выстоять и сделать» за роль Энджела Гузмена                                  |                                                                            |
| 1989 | 46-я      | • Рауль Хулия — «Луна над Парадором» за роль Роберто Страусманна                                     |                                                                            |
| 1989 | 46-я      | • Ривер Феникс — «Бег на месте» за роль Дэнни Поупа                                                  |                                                                            |
| 1990 | 47-я      | | • Дензел Вашингтон — «Слава» за роль рядового Трипа                        |
| 1990 | 47-я      | • Марлон Брандо — «Сухой белый сезон» за роль Иэна Маккензи                                          |                                                                            |
| 1990 | 47-я      | • Дэнни Айелло — «Делай как надо!» за роль Сальваторе Франжоне                                       |                                                                            |
| 1990 | 47-я      | • Эд Харрис — «Стилет» за роль Дейва                                                                 |                                                                            |
| 1990 | 47-я      | • Брюс Уиллис — «Страна» за роль Эммета Смита                                                        |                                                                            |
| 1990 | 47-я      | • Шон Коннери — «Индиана Джонс и последний крестовый поход» за роль профессора Генри Джонса-старшего |                                                                            |

## 1991—2000
| Год  | Церемония | Фотографии лауреатов                                                                         | Лауреаты и номинанты                                          |
| ---- | --------- | -------------------------------------------------------------------------------------------- | ------------------------------------------------------------- |
| 1991 | 48-я      |                                                                                              | • Брюс Дэвисон — «Близкий друг» за роль Дэвида                |
| 1991 | 48-я      | • Арманд Ассанте — «Вопросы и ответы» за роль Роберто Тексадора                              |                                                               |
| 1991 | 48-я      | • Гектор Элизондо — «Красотка» за роль Бернарда Томпсона                                     |                                                               |
| 1991 | 48-я      | • Джо Пеши — «Славные парни» за роль Томми Девито                                            |                                                               |
| 1991 | 48-я      | • Аль Пачино — «Дик Трейси» за роль Большого Мальчика Каприза                                |                                                               |
| 1991 | 48-я      | • Энди Гарсиа — «Крёстный отец 3» за роль Винсента Корлеоне                                  |                                                               |
| 1992 | 49-я      |                                                                                              | • Джек Пэланс — «Городские пижоны» за роль Кёрли Уошбурна     |
| 1992 | 49-я      | • Джон Гудмен — «Бартон Финк» за роль Чарли Мидоуса                                          |                                                               |
| 1992 | 49-я      | • Нед Битти — «Услышьте мою песню» за роль Джозефа Локка                                     |                                                               |
| 1992 | 49-я      | • Бен Кингсли — «Багси» за роль Мейера Лански                                                |                                                               |
| 1992 | 49-я      | • Харви Кейтель — «Багси» за роль Микки Коэна                                                |                                                               |
| 1993 | 50-я      |                                                                                              | • Джин Хэкмен — «Непрощённый» за роль Билла Даггета           |
| 1993 | 50-я      | • Джек Николсон — «Несколько хороших парней» за роль Нэтана Джессепа                         |                                                               |
| 1993 | 50-я      | • Крис О’Доннелл — «Запах женщины» за роль Чарли Симмса                                      |                                                               |
| 1993 | 50-я      | • Аль Пачино — «Американцы» за роль Рикки Рома                                               |                                                               |
| 1993 | 50-я      | • Дэвид Пеймер — «Мистер субботний вечер» за роль Стэна                                      |                                                               |
| 1994 | 51-я      |                                                                                              | • Томми Ли Джонс — «Беглец» за роль Сэмюэла Джерарда          |
| 1994 | 51-я      | • Леонардо Ди Каприо — «Что гложет Гилберта Грэйпа» за роль Эрни Грэйпа                      |                                                               |
| 1994 | 51-я      | • Джон Малкович — «На линии огня» за роль Митча Лири                                         |                                                               |
| 1994 | 51-я      | • Рэйф Файнс — «Список Шиндлера» за роль Амона Гёта                                          |                                                               |
| 1994 | 51-я      | • Шон Пенн — «Путь Карлито» за роль Дейва Кляйнфельда                                        |                                                               |
| 1995 | 52-я      |                                                                                              | • Мартин Ландау — «Эд Вуд» за роль Белы Лугоши                |
| 1995 | 52-я      | • Гэри Синиз — «Форрест Гамп» за роль Дэна Тейлора                                           |                                                               |
| 1995 | 52-я      | • Кевин Бейкон — «Дикая река» за роль Уэйда                                                  |                                                               |
| 1995 | 52-я      | • Сэмюэл Л. Джексон — «Криминальное чтиво» за роль Джулса Виннфилда                          |                                                               |
| 1995 | 52-я      | • Джон Туртурро — «Телевикторина» за роль Герберта Стемпла                                   |                                                               |
| 1996 | 53-я      |                                                                                              | • Брэд Питт — «12 обезьян» за роль Джеффри Гоинса             |
| 1996 | 53-я      | • Эд Харрис — «Аполлон-13» за роль Джина Кранца                                              |                                                               |
| 1996 | 53-я      | • Тим Рот — «Роб Рой» за роль Арчибальда Каннинэма                                           |                                                               |
| 1996 | 53-я      | • Кевин Спейси — «Подозрительные лица» за роль Роджера Кинта                                 |                                                               |
| 1996 | 53-я      | • Джон Легуизамо — «Вонгу Фу, с благодарностью за всё! Джули Ньюмар» за роль Чи-Чи Родригеса |                                                               |
| 1997 | 54-я      |                                                                                              | • Эдвард Нортон — «Первобытный страх» за роль Эрона Стэмплера |
| 1997 | 54-я      | • Кьюба Гудинг младший — «Джерри Магуайер» за роль Рода Тидуелла                             |                                                               |
| 1997 | 54-я      | • Сэмюэл Л. Джексон — «Время убивать» за роль Карла Ли Хэйли                                 |                                                               |
| 1997 | 54-я      | • Пол Скофилд — «Суровое испытание» за роль Томаса Дэнфорта                                  |                                                               |
| 1997 | 54-я      | • Джеймс Вудс — «Призраки Миссисипи» за роль Байрона де ла Бэквита                           |                                                               |
| 1998 | 55-я      |                                                                                              | • Бёрт Рейнольдс — «Ночи в стиле буги» за роль Джека Хорнера  |
| 1998 | 55-я      | • Робин Уильямс — «Умница Уилл Хантинг» за роль Шона Магуайера                               |                                                               |
| 1998 | 55-я      | • Грег Киннир — «Лучше не бывает» за роль Саймона Бишопа                                     |                                                               |
| 1998 | 55-я      | • Энтони Хопкинс — «Амистад» за роль Джона Куинси Адамса                                     |                                                               |
| 1998 | 55-я      | • Руперт Эверетт — «Свадьба лучшего друга» за роль Джорджа Доунза                            |                                                               |
| 1998 | 55-я      | • Джон Войт — «Благодетель» за роль Лео Драммонда                                            |                                                               |
| 1999 | 56-я      |                                                                                              | • Эд Харрис — «Шоу Трумана» за роль Кристофа                  |
| 1999 | 56-я      | • Джеффри Раш — «Влюблённый Шекспир» за роль Филипа Хенслоу                                  |                                                               |
| 1999 | 56-я      | • Роберт Дюваль — «Гражданский иск» за роль Джерома Фэчера                                   |                                                               |
| 1999 | 56-я      | • Билл Мюррей — «Академия Рашмор» за роль Германа Блума                                      |                                                               |
| 1999 | 56-я      | • Билли Боб Торнтон — «Простой план» за роль Джейкоба Митчелла                               |                                                               |
| 1999 | 56-я      | • Дональд Сазерленд — «Без предела» за роль Билла Бауэрмана                                  |                                                               |
| 2000 | 57-я      |                                                                                              | • Том Круз — «Магнолия» за роль Фрэнка Мэки                   |
| 2000 | 57-я      | • Майкл Кларк Дункан — «Зелёная миля» за роль Джона Коффи                                    |                                                               |
| 2000 | 57-я      | • Хэйли Джоэл Осмент — «Шестое чувство» за роль Коула Сиэра                                  |                                                               |
| 2000 | 57-я      | • Джуд Лоу — «Талантливый мистер Рипли» за роль Дикки Гринлифа                               |                                                               |
| 2000 | 57-я      | • Майкл Кейн — «Правила виноделов» за роль Уилбура Ларча                                     |                                                               |

## 2001—2010
| Год  | Церемония | Фотографии лауреатов                                                                   | Лауреаты и номинанты                                                           |
| ---- | --------- | -------------------------------------------------------------------------------------- | ------------------------------------------------------------------------------ |
| 2001 | 58-я      |                                                                                        | • Бенисио дель Торо — «Траффик» за роль полицейского Хавьера Родригеса         |
| 2001 | 58-я      | • Джефф Бриджес — «Претендент» за роль Джексона Эванса                                 |                                                                                |
| 2001 | 58-я      | • Уиллем Дефо — «Тень вампира» за роль Макса Шрека                                     |                                                                                |
| 2001 | 58-я      | • Хоакин Феникс — «Гладиатор» за роль Коммода                                          |                                                                                |
| 2001 | 58-я      | • Альберт Финни — «Эрин Брокович» за роль Эдварда Мэзри                                |                                                                                |
| 2002 | 59-я      |                                                                                        | • Джим Бродбент — «Айрис» за роль Джона Бейли                                  |
| 2002 | 59-я      | • Стив Бушеми — «Мир призраков» за роль Сеймура                                        |                                                                                |
| 2002 | 59-я      | • Джон Войт — «Али» за роль Говарда Коселла                                            |                                                                                |
| 2002 | 59-я      | • Бен Кингсли — «Сексуальная тварь» за роль Дона Логэна                                |                                                                                |
| 2002 | 59-я      | • Хейден Кристенсен — «Жизнь как дом» за роль Сэма Монро                               |                                                                                |
| 2002 | 59-я      | • Джуд Лоу — «Искусственный разум» за роль Жиголо Джо                                  |                                                                                |
| 2003 | 60-я      |                                                                                        | • Крис Купер — «Адаптация» за роль Джона Лароша                                |
| 2003 | 60-я      | • Деннис Куэйд — «Вдали от рая» за роль Фрэнка Уитакера                                |                                                                                |
| 2003 | 60-я      | • Пол Ньюман — «Проклятый путь» за роль Джона Руни                                     |                                                                                |
| 2003 | 60-я      | • Джон Рейли — «Чикаго» за роль Эмоса Харта                                            |                                                                                |
| 2003 | 60-я      | • Эд Харрис — «Часы» за роль Ричарда Брауна                                            |                                                                                |
| 2004 | 61-я      |                                                                                        | • Тим Роббинс — «Таинственная река» за роль Дейва Бойла                        |
| 2004 | 61-я      | • Алек Болдуин — «Тормоз» за роль Шелли Кэплоу                                         |                                                                                |
| 2004 | 61-я      | • Кэн Ватанабэ — «Последний самурай» за роль Катцумото                                 |                                                                                |
| 2004 | 61-я      | • Уильям Мейси — «Фаворит» за роль Тик Ток Маклахлина                                  |                                                                                |
| 2004 | 61-я      | • Питер Сарсгаард — «Афера Стивена Гласса» за роль Чарльза Лэйна                       |                                                                                |
| 2004 | 61-я      | • Альберт Финни — «Крупная рыба» за роль Эда Блума в старости                          |                                                                                |
| 2005 | 62-я      |                                                                                        | • Клайв Оуэн — «Близость» за роль Ларри                                        |
| 2005 | 62-я      | • Дэвид Кэррадайн — «Убить Билла. Фильм 2» за роль Билла                               |                                                                                |
| 2005 | 62-я      | • Джейми Фокс — «Соучастник» за роль Макса Дюроше                                      |                                                                                |
| 2005 | 62-я      | • Морган Фримен — «Малышка на миллион» за роль Эдди Дюприса                            |                                                                                |
| 2005 | 62-я      | • Томас Хэйден Чёрч — «На обочине» за роль Джека                                       |                                                                                |
| 2006 | 63-я      |                                                                                        | • Джордж Клуни — «Сириана» за роль Боба Барнса                                 |
| 2006 | 63-я      | • Пол Джаматти — «Нокдаун» за роль Джо Гуда                                            |                                                                                |
| 2006 | 63-я      | • Мэтт Диллон — «Столкновение» за роль Джона Райана                                    |                                                                                |
| 2006 | 63-я      | • Уилл Феррелл — «Продюсеры» за роль Франца Либкинда                                   |                                                                                |
| 2006 | 63-я      | • Боб Хоскинс — «Миссис Хендерсон представляет» за роль Вивиана Ван Дамма              |                                                                                |
| 2007 | 64-я      |                                                                                        | • Эдди Мёрфи — «Девушки мечты» за роль Джеймса Эрли                            |
| 2007 | 64-я      | • Бен Аффлек — «Смерть Супермена» за роль Джорджа Ривза                                |                                                                                |
| 2007 | 64-я      | • Джек Николсон — «Отступники» за роль Фрэнка Костелло                                 |                                                                                |
| 2007 | 64-я      | • Брэд Питт — «Вавилон» за роль Ричарда Джонса                                         |                                                                                |
| 2007 | 64-я      | • Марк Уолберг — «Отступники» за роль Шона Дигнама                                     |                                                                                |
| 2008 | 65-я      |                                                                                        | • Хавьер Бардем — «Старикам тут не место» за роль Антона Чигура                |
| 2008 | 65-я      | • Кейси Аффлек — «Как трусливый Роберт Форд убил Джесси Джеймса» за роль Роберта Форда |                                                                                |
| 2008 | 65-я      | • Джон Траволта — «Лак для волос» за роль Эдны Тёрнблад                                |                                                                                |
| 2008 | 65-я      | • Том Уилкинсон — «Майкл Клейтон» за роль Артура Иденса                                |                                                                                |
| 2008 | 65-я      | • Филип Сеймур Хоффман — «Война Чарли Уилсона» за роль Густа Авракотоса                |                                                                                |
| 2009 | 66-я      |                                                                                        | • Хит Леджер — «Тёмный рыцарь» за роль Джокера                                 |
| 2009 | 66-я      | • Роберт Дауни-младший — «Солдаты неудачи» за роль Кирка Лазаруса                      |                                                                                |
| 2009 | 66-я      | • Том Круз — «Солдаты неудачи» за роль Лэса Гроссмана                                  |                                                                                |
| 2009 | 66-я      | • Рэйф Файнс — «Герцогиня» за роль Уильяма Кавендиша, 5-го герцога Девонширского       |                                                                                |
| 2009 | 66-я      | • Филип Сеймур Хоффман — «Сомнение» за роль отца Брендана Флинна                       |                                                                                |
| 2010 | 67-я      |                                                                                        | • Кристоф Вальц — «Бесславные ублюдки» за роль штандартенфюрера СС Ганса Ланды |
| 2010 | 67-я      | • Мэтт Деймон — «Непокорённый» за роль Франсуа Пьенаара                                |                                                                                |
| 2010 | 67-я      | • Кристофер Пламмер — «Последнее воскресение» за роль Льва Толстого                    |                                                                                |
| 2010 | 67-я      | • Стэнли Туччи — «Милые кости» за роль Джорджа Харви                                   |                                                                                |
| 2010 | 67-я      | • Вуди Харрельсон — «Посланник» за роль капитана Тони Стоуна                           |                                                                                |

## 2011—2020
| Год  | Церемония | Фотографии лауреатов                                                  | Лауреаты и номинанты                                                                        |
| ---- | --------- | --------------------------------------------------------------------- | ------------------------------------------------------------------------------------------- |
| 2011 | 68-я      |                                                                       | • Кристиан Бейл — «Боец» за роль Дикки Экланда                                              |
| 2011 | 68-я      | • Эндрю Гарфилд — «Социальная сеть» за роль Эдуардо Саверина          |                                                                                             |
| 2011 | 68-я      | • Майкл Дуглас — «Уолл-стрит: Деньги не спят» за роль Гордона Гекко   |                                                                                             |
| 2011 | 68-я      | • Джеффри Раш — «Король говорит!» за роль Лайонела Лога               |                                                                                             |
| 2011 | 68-я      | • Джереми Реннер — «Город воров» за роль Джеймса «Джема» Кафлина      |                                                                                             |
| 2012 | 69-я      |                                                                       | • Кристофер Пламмер — «Начинающие» за роль Хэла                                             |
| 2012 | 69-я      | • Кеннет Брана — «7 дней и ночей с Мэрилин» за роль Лоренса Оливье    |                                                                                             |
| 2012 | 69-я      | • Альберт Брукс — «Драйв» за роль Берни Роуза                         |                                                                                             |
| 2012 | 69-я      | • Вигго Мортенсен — «Опасный метод» за роль Зигмунда Фрейда           |                                                                                             |
| 2012 | 69-я      | • Джона Хилл — «Человек, который изменил всё» за роль Питера Бренда   |                                                                                             |
| 2013 | 70-я      |                                                                       | • Кристоф Вальц — «Джанго освобождённый» за роль доктора Кинга Шульца                       |
| 2013 | 70-я      | • Алан Аркин — «Операция „Арго“» за роль Лестера Сигела               |                                                                                             |
| 2013 | 70-я      | • Леонардо Ди Каприо — «Джанго освобождённый» за роль Кэлвина Кэнди   |                                                                                             |
| 2013 | 70-я      | • Томми Ли Джонс — «Линкольн» за роль Тадеуша Стивенса                |                                                                                             |
| 2013 | 70-я      | • Филип Сеймур Хоффман — «Мастер» за роль Ланкастера Додда            |                                                                                             |
| 2014 | 71-я      |                                                                       | • Джаред Лето — «Далласский клуб покупателей» за роль Рэйона                                |
| 2014 | 71-я      | • Бархад Абди — «Капитан Филлипс» за роль Абдували Мусэ               |                                                                                             |
| 2014 | 71-я      | • Даниэль Брюль — «Гонка» за роль Ники Лауды                          |                                                                                             |
| 2014 | 71-я      | • Брэдли Купер — «Афера по-американски» за роль Ричи Димацо           |                                                                                             |
| 2014 | 71-я      | • Майкл Фассбендер — «12 лет рабства» за роль Эдвина Эппса            |                                                                                             |
| 2015 | 72-я      |                                                                       | • Дж. К. Симмонс — «Одержимость» за роль Теренса Флетчера                                   |
| 2015 | 72-я      | • Роберт Дюваль — «Судья» за роль судьи Джозефа Палмера               |                                                                                             |
| 2015 | 72-я      | • Эдвард Нортон — «Бёрдмэн» за роль Майка Шинера                      |                                                                                             |
| 2015 | 72-я      | • Марк Руффало — «Охотник на лис» за роль Дейва Шульца                |                                                                                             |
| 2015 | 72-я      | • Итан Хоук — «Отрочество» за роль Мейсона Эванса-старшего            |                                                                                             |
| 2016 | 73-я      |                                                                       | • Сильвестр Сталлоне — «Крид: Наследие Рокки» за роль Рокки Бальбоа                         |
| 2016 | 73-я      | • Пол Дано — «Любовь и милосердие» за роль молодого Брайана Уилсона   |                                                                                             |
| 2016 | 73-я      | • Марк Райлэнс — «Шпионский мост» за роль Рудольфа Абеля              |                                                                                             |
| 2016 | 73-я      | • Майкл Шеннон — «99 домов» за роль Рика Карвера                      |                                                                                             |
| 2016 | 73-я      | • Идрис Эльба — «Безродные звери» за роль командира                   |                                                                                             |
| 2017 | 74-я      |                                                                       | • Аарон Тейлор-Джонсон — «Под покровом ночи» за роль Рэя Маркуса                            |
| 2017 | 74-я      | • Махершала Али — «Лунный свет» за роль Хуана                         |                                                                                             |
| 2017 | 74-я      | • Джефф Бриджес — «Любой ценой» за роль Маркуса Гамильтона            |                                                                                             |
| 2017 | 74-я      | • Дев Патель — «Лев» за роль Сару Брайрли                             |                                                                                             |
| 2017 | 74-я      | • Саймон Хелберг — «Флоренс Фостер Дженкинс» за роль Косме Макмуна    |                                                                                             |
| 2018 | 75-я      |                                                                       | • Сэм Рокуэлл — «Три билборда на границе Эббинга, Миссури» за роль офицера Джейсона Диксона |
| 2018 | 75-я      | • Уиллем Дефо — «Проект „Флорида“» за роль Бобби Хикса                |                                                                                             |
| 2018 | 75-я      | • Ричард Дженкинс — «Форма воды» за роль Джайлза                      |                                                                                             |
| 2018 | 75-я      | • Кристофер Пламмер — «Все деньги мира» за роль Дж. Пола Гетти        |                                                                                             |
| 2018 | 75-я      | • Арми Хаммер — «Зови меня своим именем» за роль Оливера              |                                                                                             |
| 2019 | 76-я      |                                                                       | • Махершала Али — «Зелёная книга» за роль Дона Ширли                                        |
| 2019 | 76-я      | • Ричард Э. Грант — «Сможете ли вы меня простить?» за роль Джека Хока |                                                                                             |
| 2019 | 76-я      | • Адам Драйвер — «Чёрный клановец» за роль Флипа Циммермана           |                                                                                             |
| 2019 | 76-я      | • Сэм Рокуэлл — «Власть» за роль Джорджа Уокера Буша                  |                                                                                             |
| 2019 | 76-я      | • Тимоти Шаламе — «Красивый мальчик» за роль Ника Шеффа               |                                                                                             |
| 2020 | 77-я      |                                                                       | • Брэд Питт — «Однажды в Голливуде» за роль Клиффа Бута                                     |
| 2020 | 77-я      | • Аль Пачино — «Ирландец» за роль Джимми Хоффы                        |                                                                                             |
| 2020 | 77-я      | • Джо Пеши — «Ирландец» за роль Рассела Буфалино                      |                                                                                             |
| 2020 | 77-я      | • Энтони Хопкинс — «Два папы» за роль папы Бенедикта XVI              |                                                                                             |
| 2020 | 77-я      | • Том Хэнкс — «Прекрасный день по соседству» за роль Фреда Роджерса   |                                                                                             |

## 2021—2025
| Год  | Церемония | Фотографии лауреатов                                                   | Лауреаты и номинанты                                           |
| ---- | --------- | ---------------------------------------------------------------------- | -------------------------------------------------------------- |
| 2021 | 78-я      |                                                                        | • Дэниел Калуя — «Иуда и чёрный мессия» за роль Фреда Хэмптона |
| 2021 | 78-я      | • Саша Барон Коэн — «Суд над чикагской семёркой» за роль Эбби Хоффмана |                                                                |
| 2021 | 78-я      | • Джаред Лето — «Дьявол в деталях» за роль Альберта Спармы             |                                                                |
| 2021 | 78-я      | • Билл Мюррей — «Последняя капля» за роль Феликса Кина                 |                                                                |
| 2021 | 78-я      | • Лесли Одом-мл. — «Одна ночь в Майами» за роль Сэма Кука              |                                                                |
| 2022 | 79-я      |                                                                        | • Коди Смит-Макфи — «Власть пса» за роль Питера Гордона        |
| 2022 | 79-я      | • Бен Аффлек — «Нежный бар» за роль Чарли Мёрингера                    |                                                                |
| 2022 | 79-я      | • Джейми Дорнан — «Белфаст» за роль Па                                 |                                                                |
| 2022 | 79-я      | • Трой Коцур — «CODA: Ребёнок глухих родителей» за роль Фрэнка Росси   |                                                                |
| 2022 | 79-я      | • Киаран Хайндс — «Белфаст» за роль деда Бадди                         |                                                                |
| 2023 | 80-я      |                                                                        | • Куан Ке Хюи — «Всё везде и сразу» за роль Вэймонда Вонга     |
| 2023 | 80-я      | • Брендан Глисон — «Банши Инишерина» за роль Колма Доэрти              |                                                                |
| 2023 | 80-я      | • Барри Кеоган — «Банши Инишерина» за роль Доминика Кирни              |                                                                |
| 2023 | 80-я      | • Брэд Питт — «Вавилон» за роль Джека Конрада                          |                                                                |
| 2023 | 80-я      | • Эдди Редмэйн — «Добрый медбрат» за роль Чарльза Каллена              |                                                                |
| 2024 | 81-я      |                                                                        | • Роберт Дауни мл. — «Оппенгеймер» за роль Льюиса Штрауса      |
| 2024 | 81-я      | • Райан Гослинг — «Барби» за роль Кена                                 |                                                                |
| 2024 | 81-я      | • Роберт Де Ниро — «Убийцы цветочной луны» за роль Уильяма Хэйла       |                                                                |
| 2024 | 81-я      | • Уиллем Дэфо — «Бедные-несчастные» за роль Годвина Бакстера           |                                                                |
| 2024 | 81-я      | • Чарльз Мелтон — «Май, декабрь» за роль Джо                           |                                                                |
| 2024 | 81-я      | • Марк Руффало — «Бедные-несчастные» за роль Дункана Веддерберна       |                                                                |
| 2025 | 82-я      |                                                                        | • Киран Калкин — «Настоящая боль» за роль Бенджи Каплана       |
| 2025 | 82-я      | • Юрий Борисов — «Анора» за роль Игоря                                 |                                                                |
| 2025 | 82-я      | • Дензел Вашингтон — «Гладиатор 2» за роль Макрина                     |                                                                |
| 2025 | 82-я      | • Эдвард Нортон — «Боб Дилан: Никому не известный» за роль Пита Сигера |                                                                |
| 2025 | 82-я      | • Гай Пирс — «Бруталист» за роль Харрисона Ли Ван Бюрена               |                                                                |
| 2025 | 82-я      | • Джереми Стронг — «Ученик» за роль Роя Кона                           |                                                                |